# Ганчо Пеев
Ганчо Пеев Пеев е бивш български футболист, защитник. Легендарен състезател на Локомотив (Пловдив), където играе в продължение на 15 сезона, записвайки 327 мача. Основна фигура и втори капитан в състава на черно-белите през 70-те години на ХХ век. Заслужил майстор на спорта от 1976 г. и Носител на Купата за индивидуално спортсменство през 1978 г.

## Биография
Ганчо Пеев е роден на 14 март 1947 г. в град Пловдив.

## Кариера
Започва професионалната си кариера едва на 17 години в елитния ПФК Сливен през сезон 1964/65 като записва 20 мача и 1 гол. Още през следващия сезон 1965/66 е привлечен в Локомотив (Пловдив), където играе в продължение на 15 години. Има 327 мача и 1 гол в А група за черно-белите и 13 мача в Б група през сезон 1980/81 г. Ганчо Пеев е на четвърто място във вечната ранглиста на Локомотив (Пловдив) по изиграни мачове в елита.
С пловдивчани е Вицешампион през 1973 г. и Бронзов медалист през 1969 и 1974 г. Пеев е Заслужил майстор на спорта от 1976 г. и Носител на Купата за индивидуално спортсменство през 1978 г. За Локомотив (Пловдив) има 11 мача в турнира за Купата на УЕФА.
Има 1 мач за А националния отбор и 5 мача за младежкия национален отбор.
Един от най-добрите защитници в историята на пловдивския футбол отличаващ се с висок спортен дух, стабилна игра и добро взаимодействие с партньорите си. Майстор на шпагатите. Гальо Пеев е неоспорим авторитет в състава на Локомотив (Пловдив) от 70-те години на XX век. От съотборниците си той е избран за втори капитан след Христо Бонев.
След прекратяване на състезателната си кариера е помощник-треньор в Локомотив (Пловдив) през 1988/89 и 1994/95. Старши треньор на черно-белите на два пъти от 9 август 1986 до 30 ноември 1986 и от 12 август 1995 до 26 август 1995 г. Вицепрезидент на клуба през сезон 1986/87. Водил е също отборите на Секирово и Металик (Сопот).
От 2018 г. е старши треньор на отбора на ветераните на Локомотив Пловдив.

## Успехи
Локомотив Пловдив
- Вицешампион (1 път) – 1972/73
- Бронзов медалист (2 пъти) – 1968/69, 1973/74

Индивидуални успехи
- Заслужил майстор на спорта – 1976
- Спортсмен №1 на България – 1978